# Multa
Multa ist ein Jazzalbum der gleichnamigen Formation von Jorrit Dijkstra, Jeb Bishop, Alonso López Valdés und Gibrán Andrade. Die am 2. Juni 2018 live im Veranstaltungsort Bucareli 69 in Mexiko-Stadt entstandenen Aufnahmen erschienen am 17. August 2021 auf Discos Carnitas.

## Hintergrund
Das Quartett Multa besteht aus dem Niederländer Jorrit Dijkstra (Saxophon, Elektronik) und dem Amerikaner Jeb Bishop (Posaune) sowie den beiden Mexikanern Alonso López Valdés (Bass) und Gibrán Andrade am Schlagzeug.

## Titelliste
- Multa – Multa (Discos Carnitas CA001)[1]

1. Bird Call / Trickles (Steve Lacy) 15:09
2. Strobe 7:56
3. Papa’s Midnight Hop (Steve Lacy) 7:12
4. Klopgeest (Jorrit Dijkstra) / Sweat the Grub 10:08
5. Razorlip 5:27

Wenn nicht anders vermerkt, stammen die Kompositionen von Jeb Bishop.

## Rezeption

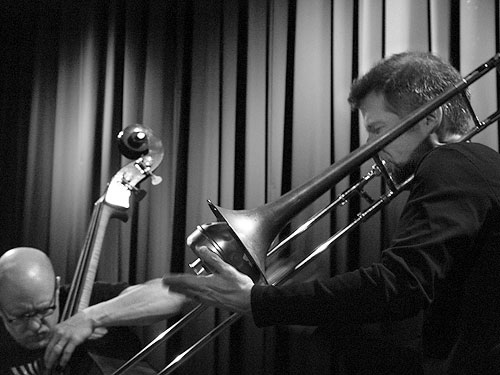
Posaunist Jeb Bishop mit Kent Kessler 2009

Multa würde eine intensive, gefühlsbetonte, improvisationsreiche Interpretation von Stücken mehrerer Jazzkomponisten innerhalb und außerhalb der Gruppe liefern, schrieb Jack Davidson in Noise Not Music. Zwar wären Bishop und Dijkstra hier hinsichtlich ihrer Karriere und ihres Alters die erfahreneren Interpreten, doch meistens seien es die flinken Schritte der Rhythmusgruppe mit Valdés (Bass) und Andrade (Schlagzeug), insbesondere die des Letzteren, dessen ausdrucksstarkes Gezwitscher am Schlagzeug, sein Snare-Einsatz und seine hart geschwungenen Akzente selbst das lebhafte, skurrile „Papa’s Midnight Hop“ zu einer herrlich instabilen, beinahe künstlichen Angelegenheit machten. Was nicht nur Andrades Schläge, sondern auch die Beiträge der anderen Musiker wirklich zum Klingen bringe, sei der einzigartige Ansatz des Tontechnikers Emiliano Rodríguez: geräumig und weitläufig, aber dennoch auf eine wirklich körperliche Weise hart. Und sie hätten keinen besseren Abschluss als „Razorlip“ wählen können, der, kurz gesagt, unvergesslich ist.